# Hutton-le-Hole
Hutton-le-Hole est un village et une paroisse civile du Yorkshire du Nord, en Angleterre.